# Marianka (Słowacja)
Marianka – wieś i gmina (obec) położona w powiecie Malacky, w kraju bratysławskim na Słowacji. Miejscowość leży na północ od Bratysławy, u podnóża Małych Karpat. Wieś jest znana jako najstarsze sanktuarium maryjne i najpopularniejszy cel pielgrzymek na Słowacji.
W 2015 roku populacja wsi wynosiła 1846 osób, a gęstość zaludnienia 573,29 os./km².

## Zabytki[6]
- Bazylika mniejsza pw. Narodzenia Marii Panny
- Kaplica św. Anny
- Budynek klasztoru
- Statua św. Jana Nepomucena
- Statua św. Pawła z Teb

## Galeria

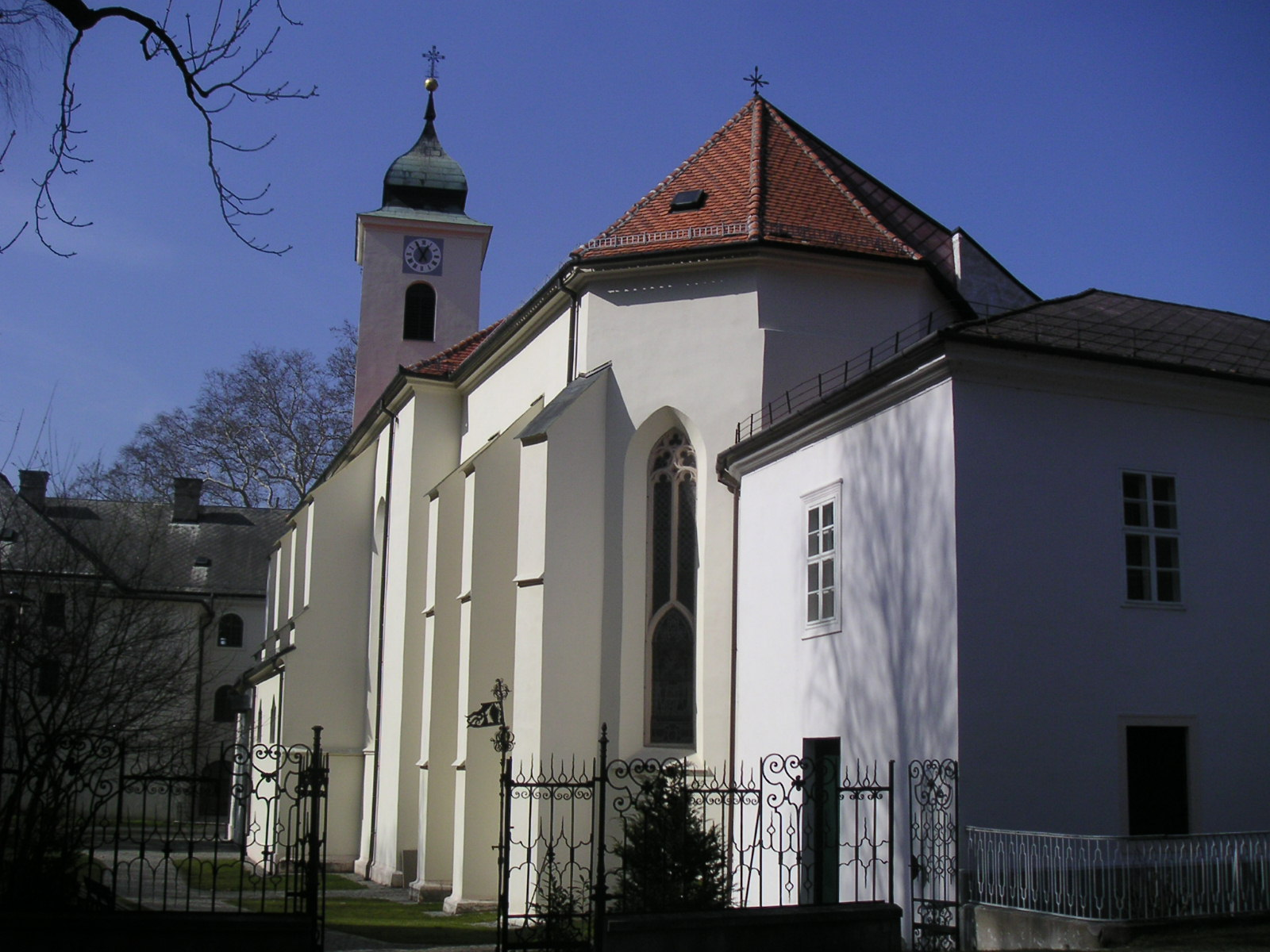
Bazylika
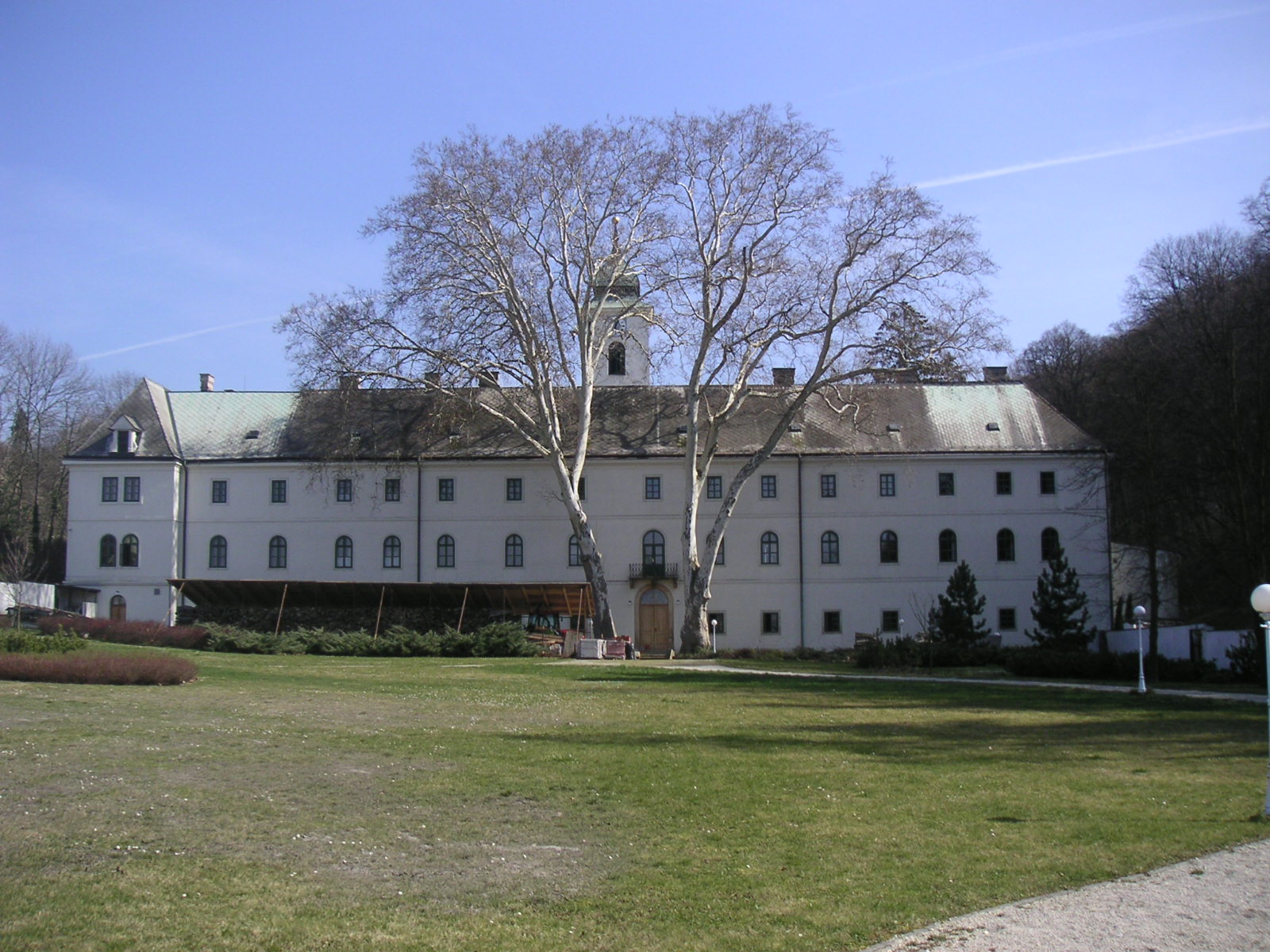
Opactwo
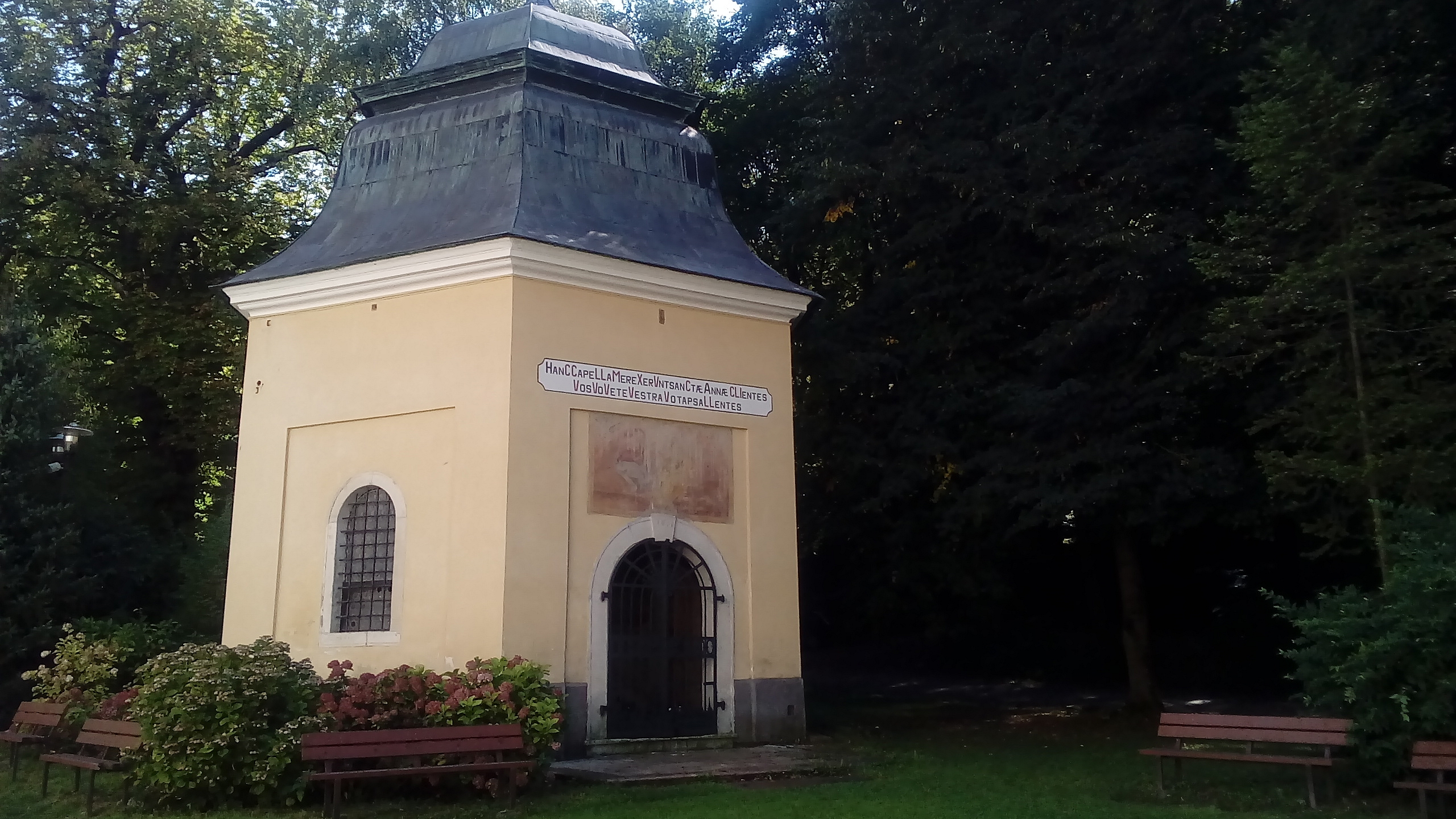
Kaplica św. Anny
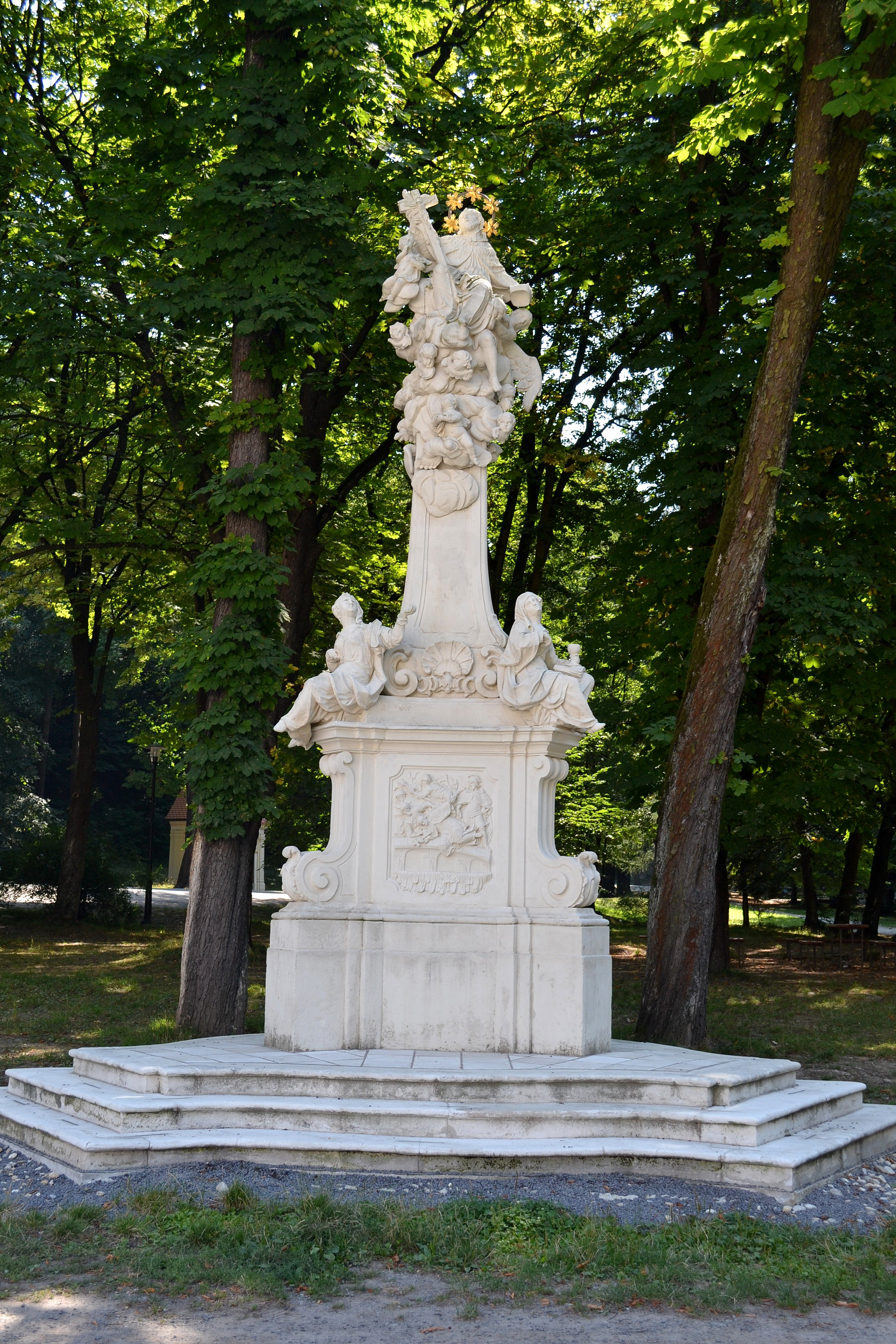
Kolumna św. Jana Nepomucena
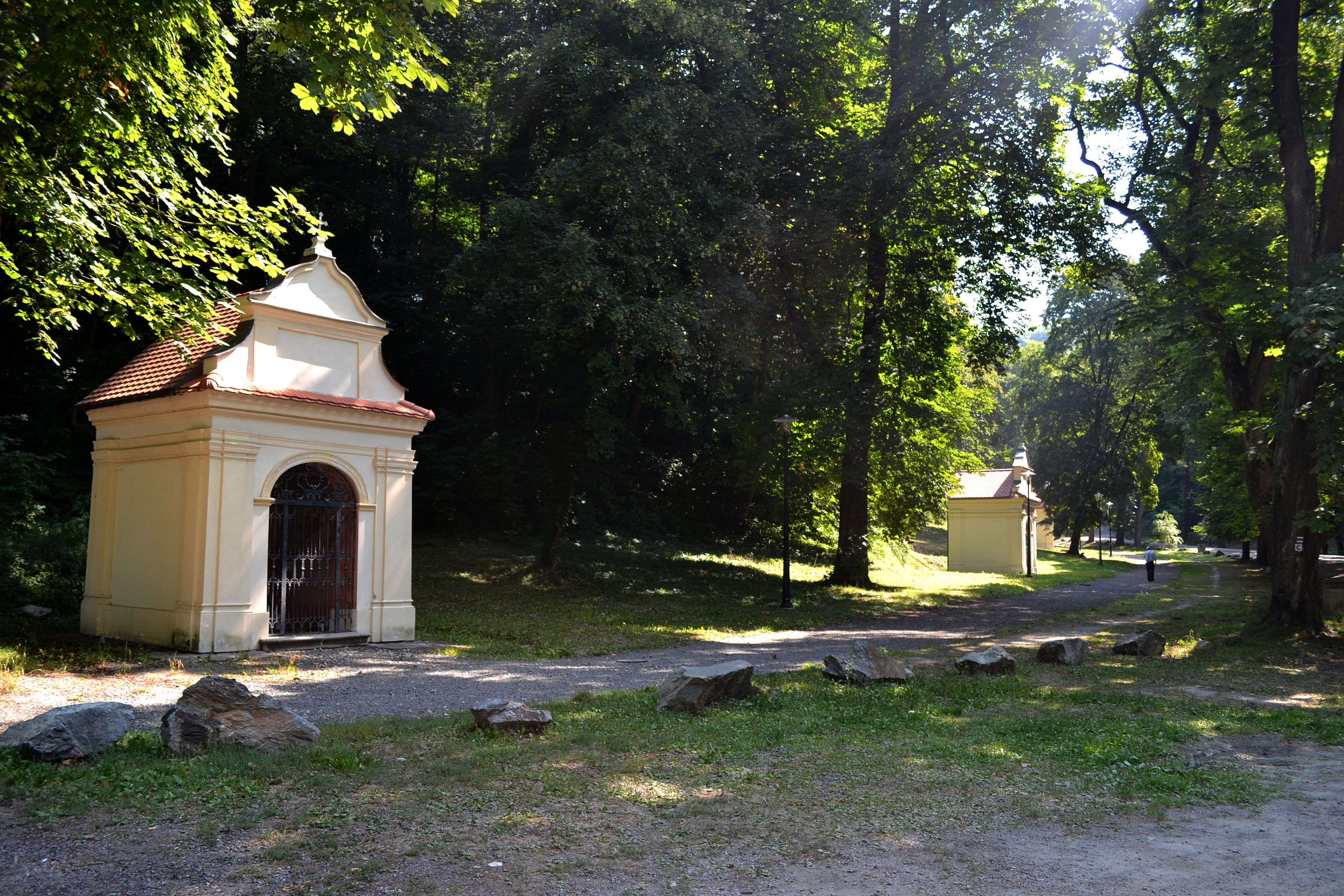
Kaplice przy drodze krzyżowej